# Шурійокі
Шурійокі — річка в Росії, яка протікає на півночі Карелії, в Лоухському районі неподалік від його межі з Калевальським районом.
Виток — озеро Шуріярві. Висота витоку — 163,2 м над рівнем моря. Гирло ж річки знаходиться за 27 км по лівому березі річки Валазрека. Довжина річки складає 11 км. Висота гирла — 142,7 м над рівнем моря. За 11 км від гирла (неподалік витоку), по правому берегу річки впадає річка Ківійокі.
За 2 км на захід від верхньої течії річки проходить дорога Калевала — Тунгозеро.

## Дані водного реєстру
За даними державного водного реєстру Росії відноситься до Баренцево-Біломорського басейнового округу, водогосподарська ділянка річки — Ковда від витоку до Кумського гідровузла, включаючи озера П'яозеро, Топозеро . Річковий басейн річки — басейни рік Кольського півострова і Карелії, впадає в Біле море. Код об'єкта в державному водному реєстрі — 02020000412102000000314 .